# Independent Spirit Awards 1992
La cerimonia di premiazione della 7ª edizione degli Independent Spirit Awards si è svolta nel 1992 nei Raleigh Studios ed è stata presentata da Buck Henry. Francis Ford Coppola ha pronunciato un keynote address di 43 minuti, incentrato sull'analogia fra il realizzare film ed il produrre vini. Martin Scorsese e Jodie Foster sono stati i presidenti onorari.
È stato introdotto il premio per la miglior colonna sonora, assegnato però in due sole edizioni.

## Vincitori e candidati
I vincitori sono indicati in grassetto, a seguire gli altri candidati.

### Miglior film
- Rosa Scompiglio e i suoi amanti (Rambling Rose), regia di Martha Coolidge
- La città della speranza (City of Hope), regia di John Sayles
- I migliori del Bronx (Hangin' with the Homeboys), regia di Joseph B. Vasquez
- Homicide, regia di David Mamet
- Belli e dannati (My Own Private Idaho), regia di Gus Van Sant

### Miglior attore protagonista
- River Phoenix - Belli e dannati (My Own Private Idaho)
- Doug E. Doug - I migliori del Bronx (Hangin' with the Homeboys)
- William Russ - Pastime
- Robert Duvall - Rosa Scompiglio e i suoi amanti (Rambling Rose)
- Gary Oldman - Rosencrantz e Guildenstern sono morti (Rosencrantz & Guildenstern Are Dead)

### Miglior attrice protagonista
- Judy Davis - Chopin amore mio (Impromptu)
- Lili Taylor - Gli angeli volano basso (Bright Angel)
- Mimi Rogers - Sacrificio fatale (The Rapture)
- Lily Tomlin - The Search for Signs of Intelligent Life in the Universe
- Patsy Kensit - Bella e accessibile (Twenty-One)

### Miglior regista
- Martha Coolidge - Rosa Scompiglio e i suoi amanti (Rambling Rose)
- Joseph B. Vasquez - I migliori del Bronx (Hangin' with the Homeboys)
- Gus Van Sant - Belli e dannati (My Own Private Idaho)
- Todd Haynes - Poison
- Richard Linklater - Slacker

### Miglior fotografia
- Walt Lloyd - Delitti e segreti (Kafka)
- Roger Deakins - Homicide
- Eric Alan Edwards e John J. Campbell - Belli e dannati (My Own Private Idaho)
- Tom Richmond - Pastime
- Johnny E. Jensen - Rosa Scompiglio e i suoi amanti (Rambling Rose)

### Miglior sceneggiatura
- Gus Van Sant - Belli e dannati (My Own Private Idaho)
- Joseph B. Vasquez - I migliori del Bronx (Hangin' with the Homeboys)
- Lem Dobbs - Delitti e segreti (Kafka)
- Floyd Byars e Fritjof Capra - Mindwalk
- Michael Tolkin - Sacrificio fatale (The Rapture)

### Miglior attore non protagonista
- David Strathairn - La città della speranza (City of Hope)
- William H. Macy - Homicide
- Glenn Plummer - Pastime
- John Malkovich - Sognando Manhattan (Queens Logic)
- George T. Odom - Straight Out of Brooklyn

### Miglior attrice non protagonista
- Diane Ladd - Rosa Scompiglio e i suoi amanti (Rambling Rose)
- Sheila McCarthy - Gli angeli volano basso (Bright Angel)
- Mary B. Ward - I migliori del Bronx (Hangin' with the Homeboys)
- Emma Thompson - Chopin amore mio (Impromptu)
- Deirdre O'Connell - Pastime

### Miglior colonna sonora
- Bill Stafford - Belli e dannati (My Own Private Idaho)
- David Chackler e Joel Sill - I migliori del Bronx (Hangin' with the Homeboys)
- Marcos Loya e Nigel Holton - Amanti maledetti (Kiss Me a Killer)
- Jim Dunbar e Randall Poster - A tutto rock (A Matter of Degrees)
- Harold Wheeler - Straight Out of Brooklyn

### Miglior film d'esordio
- Straight Out of Brooklyn, regia di Matty Rich
- Chameleon Street, regia di Wendell B. Harris Jr.
- Poison, regia di Todd Haynes
- Sacrificio fatale (The Rapture), regia di Michael Tolkin
- Slacker, regia di Richard Linklater

### Miglior film straniero
- Un angelo alla mia tavola (An Angel at My Table), regia di Jane Campion
- La doppia vita di Veronica (La double vie de Véronique), regia di Krzysztof Kieślowski
- Dolce è la vita (Life Is Sweet), regia di Mike Leigh
- Requiem per Dominic (Requiem für Dominik), regia di Robert Dornhelm
- Taxi Blues (Taksi-Blyuz), regia di Pavel Lungin